# John Sörenson
John Emil Sörenson, född 15 september 1889 i Malmö, död 25 oktober 1976 på Lidingö, var en svensk gymnast.
Han blev olympisk guldmedaljör 1912 och 1920. Sörenson är begravd på Sandsborgskyrkogården i Stockholm.